# Leonid Sagałow
Leonid Sagałow (ur. 1910 w Charkowie; zm. 17 grudnia 1940 w Moskwie) – radziecki pianista, laureat VI nagrody na II Międzynarodowym Konkursie Pianistycznym im. Fryderyka Chopina.

## Życiorys
Na fortepianie zaczął grać w wieku kilku lat, a swoją edukację muzyczną odbył w Charkowie. Ukończył szkołę muzyczną, a następnie studia w Instytucie Muzyczno-Dramatycznym. W 1932 roku reprezentował ZSRR na II Konkursie Chopinowskim. Zdobył tam VI nagrodę, a jego występy chwalił m.in. krytyk muzyczny Piotr Rytel.
Po konkursowym sukcesie rozpoczął intensywną działalność estradową i pracę pedagogiczną. Występował głównie w ZSRR (m.in. w Charkowie i Kijowie), ale był też zapraszany do wielu innych krajów europejskich. W 1939 roku został profesorem w klasie fortepianu Konserwatorium Charkowskiego.
W 1940 roku przeniósł się do Moskwy, gdzie zmarł z nieznanych powodów.
W jego repertuarze znajdowały się utwory m.in. Fryderyka Chopina, Wolfganga Amadeusa Mozarta i Ferenca Liszta.